# Ophioglossum scariosum
Ophioglossum scariosum är en låsbräkenväxtart som beskrevs av Clausen. Ophioglossum scariosum ingår i släktet ormtungor, och familjen låsbräkenväxter. Inga underarter finns listade i Catalogue of Life.